# التهاب الفم التماسي
التهاب الفم التماسي أو التهاب الفم بالتماس (بالإنجليزية: Contact stomatitis)‏ التفاعل الحزازي التماسي (بالإنجليزية: Contact lichenoid reaction)‏ أو تفاعل الملغم الحزازي (بالإنجليزية: Lichenoid amalgam reaction)‏ أو تفاعل مخاطية الفم بالقرفة (بالإنجليزية: Oral mucosal cinnamon reaction)‏ هي آفات جلدية تظهر في مواضع تتعرض للتماس مع مواد مؤذية عندما تبقى هذه المواد على تماس مع الطبقة المخاطية لفترة طويلة.